# Rosko Textil
Rosko Textil este o companie producătoare de textile din Arad.
Compania deține o fabrică proprie construită în Zona Liberă Curtici din Arad.
Are ca unic acționar firma olandeză Branded Apparel, care este controlată de americanii de la Sun Capital Partners.
Rosko Textil exportă produsele sale în proporție de 100% în țările UE.
În anul 2004, compania Rosko Textil era cel mai mare producător de lenjerie intimă din România și era deținută de firma americană Sara Lee, unul dintre cele mai mari grupuri din lume care activează în domeniul produselor de larg consum.
Număr de angajați în 2009: 825 
Cifra de afaceri
- 2013: 318 milioane euro [4]
- 2012: 348 milioane euro [4]
- 2005: 139 milioane euro (501 milioane RON)[1]